# Spiranthes hongkongensis
Spiranthes hongkongensis är en orkidéart som beskrevs av Shiu Ying Hu och Gloria Barretto. Spiranthes hongkongensis ingår i släktet skruvaxsläktet, och familjen orkidéer.
Artens utbredningsområde är Hongkong (Kina). Inga underarter finns listade i Catalogue of Life.